# Тайфур, Мухлис
Мухлис Тайфур (тур. Muhlis Tayfur; 1922, Эрзурум, Турция — 21 июля 2008, Измир, Турция) — турецкий борец греко-римского стиля, серебряный призёр Олимпийских игр, серебряный призёр чемпионата Европы

## Биография
Занимался национальной масляной борьбой. В послевоенное время его заметил известный тренер Адиль Джандемир, и Тайфур начал заниматься под его руководством.
В 1947 году завоевал «серебро» чемпионата Европы, проиграв Николаю Белову
На Летних Олимпийских играх 1948 года в Лондоне боролся в среднем весе (до 79 килограммов) По регламенту турнира борец получал в схватках штрафные баллы. Набравший 5 штрафных баллов спортсмен выбывал из турнира. В среднем весе борьбу вели 13 борцов.
К пятому кругу на медали претендовали пять борцов, из них трое, в том числе и Тайфур, находились на третьем месте с равными штрафными баллами. После пятого круга был на втором месте, так как по жребию его пропустил, а остальные борцы в нём отсеялись. В финале уступил Акселю Грёнбергу и остался с серебряной медалью олимпийских игр.
| Выступление на Олимпийских играх 1948 года | Выступление на Олимпийских играх 1948 года | Выступление на Олимпийских играх 1948 года | Выступление на Олимпийских играх 1948 года | Выступление на Олимпийских играх 1948 года | Выступление на Олимпийских играх 1948 года | Выступление на Олимпийских играх 1948 года |
| Круг                                       | Соперник                                   | Страна                                     | Результат                                  | Баллы                                      | Всего баллов                               | Время схватки                              |
| ------------------------------------------ | ------------------------------------------ | ------------------------------------------ | ------------------------------------------ | ------------------------------------------ | ------------------------------------------ | ------------------------------------------ |
| 1                                          | Клаас де Гроот                             | Нидерланды                                 | Победа По очкам                            | 3-0 −1                                     | -1                                         |                                            |
| 2                                          | Альберто Больци                            | Аргентина                                  | Победа Туше                                | 0                                          | -1                                         | 2:44                                       |
| 3                                          | Антон Фогель                               | Австрия                                    | Победа Туше                                | 0                                          | -1                                         | 0:52                                       |
| 4                                          | Юхо Киннунен                               | Финляндия                                  | Поражение По очкам                         | 3-0 −3                                     | -4                                         |                                            |
| 5                                          |                                            |                                            |                                            |                                            |                                            |                                            |
| Финал                                      | Аксель Грёнберг                            | Швеция                                     | Поражение По очкам                         | 0-3                                        |                                            |                                            |

После окончания борцовской карьеры, много лет работал тренером по борьбе в муниципальной команде Измира.
Умер в 2008 году, похоронен в Измире.